# Nova Zhotneve
Novyi Karakurt  (ucraniano: Новий Каракурт) es una localidad del Raión de Bolhrad en el Óblast de Odesa de Ucrania. Según el censo de 2001, tiene una población de 0 habitantes.